# Углубление капитала
Углубление капитала (рост капиталовооружённости) — это ситуация, когда в экономике увеличивается размер капитала в расчёте на одного работника. Углубление капитала сопровождается увеличением отношения стоимости капитала к стоимости труда и продукта производства в целом, то есть сопровождается ростом капиталоёмкости. Углубление капитала часто измеряется темпами изменения запаса капитала в расчёте на один час труда. При углублении капитала в общем случае экономика расширяется, а производительность на одного работника увеличивается. Однако, согласно некоторым экономическим моделям, таким как модель Солоу, экономический рост не может продолжаться бесконечно только за счёт углубления капитала. Отчасти это связано с уменьшением отдачи и износом. Инвестиции также необходимы для увеличения суммы капитала, доступного каждому работнику в системе, и, таким образом, для увеличения отношения капитала к труду. В других экономических моделях, например, АК-модели или некоторых моделях в теории эндогенного роста, углубление капитала может привести к устойчивому экономическому росту даже без технического прогресса. Традиционно в экономике развития углубление капитала рассматривается как необходимое, но не достаточное условие экономического развития страны.
Расширение капитала — это ситуация, когда запас капитала увеличивается с той же скоростью, что и рабочая сила и уровень амортизации, таким образом, соотношение капитала на одного работника остаётся постоянным. При расширении капитала экономика расширяется с точки зрения совокупного объёма производства, но производительность на одного работника остаётся постоянной. И. Валлерстайн со ссылкой на Ф. Дин говорит о том, что промышленная революция в период с 1750 по 1850 годы сопровождалась скорее расширением, а не углублением капитала: «Некоторые из этих нововведений были трудосберегающими, но многие другие сберегали капитал. Даже железные дороги, чей черёд настал в самом конце рассматриваемого периода, будучи капиталоёмким предприятием, сберегали капитал для экономики в целом, поскольку усовершенствования в транспорте позволяли производителям (manufacturers) сокращать складские запасы готовой продукции и тем самым «зримым образом» снижать показатели капиталоёмкости. Похоже, как раз это имеет в виду Дин, настаивая, что в промежутке 1750—1850 годов происходило «расширение капитала», в отличие от «углубления капитала» в производстве».
В марксистской политической экономии понятию «углубление капитала» аналогично накопление капитала, сопровождающееся повышением (ростом) его органического строения, а «расширению» капитала — накопление капитала без изменения его органического строения.